# Поздняков, Алексей Павлович
Алексей Павлович Поздняков (26 февраля 1916, Тулиновка, Тамбовская губерния — 8 апреля 1942, Мурманская область) — советский военнослужащий, участник Великой Отечественной войны, Герой Советского Союза, командир эскадрильи 20-го гвардейского истребительного авиационного полка (1-я смешанная авиационная дивизия, ВВС 14-й армии, Карельский фронт), гвардии капитан.

## Биография
Родился 26 февраля 1916 года в селе Тулиновка (ныне — Тамбовского района Тамбовской области) в семье рабочего. Русский. Член ВКП(б). Окончил 7 классов и 1 курс техникума механизации сельского хозяйства. Работал электромонтёром.
В Красной Армии с 1936 года. В 1938 году окончил Качинскую военную авиационную школу пилотов. Участник советско-финской войны 1939—1940 годов.
На фронтах Великой Отечественной войны с июня 1941 года. Командир звена 147-го истребительного авиационного полка лейтенант А. П. Поздняков к сентябрю 1941 года совершил 138 боевых вылетов на штурмовку и бомбардировку живой силы и техники противника. В воздушных боях сбил лично 2 вражеских самолёта.
8 апреля 1942 года Поздняков вылетел во главе шестёрки истребителей P-40 «Томахаук-IIB» на отражение налёта вражеской авиации на Мурманск. В районе посёлка Рестикент советские лётчики перехватили 15 немецких бомбардировщиков Ju-87 в сопровождении 5 истребителей Me-110. Разгорелся неравный воздушный бой. С первой же атаки Поздняков сбил «мессершмитт». Другой сбил таранным ударом гвардии лейтенант А. С. Хлобыстов Но враг продолжал рваться к Мурманскому порту. Главной задачей теперь стало не допустить к объекту бомбардировщики и наши лётчики обрушили на них свои атаки. Бросив как попало бомбы, немцы стали уходить со снижением на свою территорию. Преследуя их, Поздняков в группе с Хлобыстовым и гвардии лейтенантом И. Д. Фатеевым подожгли один «юнкерс». Неожиданно из облаков выскочила ещё восьмёрка «мессершмиттов». Поздняков повёл на них свою группу в лобовую атаку. Когда головные машины были уже рядом, враг не выдержал и попытался отвернуть в сторону, но не успел. От лобового тарана «мессершмитт» разлетелся на куски. При таране капитан Поздняков погиб.
Всего Алексей Поздняков совершил 222 боевых вылета (104 - на штурмовку, 52 - на прикрытие своих войск и наземных объектов, 27 - на разведку). Провёл 11 воздушных боёв, сбил 2 самолёта лично и 6 - в группе.
За таран самолёта представлен в награждению званием Героя Советского Союза. Указом Президиума Верховного Совета СССР «О присвоении звания Героя Советского Союза начальствующему составу Военно-воздушных сил Красной Армии» от 6 июня 1942 года за «образцовое выполнение боевых заданий командования на фронте борьбы с немецкими захватчиками и проявленные при этом отвагу и геройство» удостоен посмертно звания Героя Советского Союза.
Похоронен в посёлке городского типа Мурмаши Кольского района Мурманской области. На могиле установлен обелиск.

## Награды
- Награждён орденами Ленина и Красного Знамени.

## Память

Барельеф в пантеоне Героев на бывшей советской авиабазе Пютниц (Германия)

- Барельеф в пантеоне Героев на бывшей советской авиабазе Пютниц (Германия)На доме № 7 по улице Алексея Позднякова в городе Мурманске установлена мемориальная доска.
- В честь капитана Позднякова названы улицы в городе Мурманске и в посёлке Мурмаши (Мурманская область).
- На доме № 1 по улице Позднякова в посёлке Мурмаши установлена мемориальная доска.
- В посёлке Мурмаши установлен обелиск.
- На территории бывшей советской авиабазы Пютниц (Германия) установлен его барельеф.
- В родном селе Алексея Позднякова в его честь названа улица и установлена мемориальная доска.
- В г.Краснодаре в его честь названа улица.